# Единецкий уезд
Едине́цкий уезд (рум. județul Edineț) — административно-территориальная единица Молдавии в 1999—2002 годах.

## История
В соответствии с административной реформой 1999 года, вся территория Молдавии вместо 40 районов разделялась на 9 уездов и одно АТО.
Единецкий уезд был образован в результате объединения Бричанского, Дондюшанского, Единецкого и Окницкого районов Молдавии. Административным центром уезда стал город Единцы.
В 2002 году восстановлены все входившие в уезд районы, а сам уезд упразднён.